# Maria Gracjasz
Maria „Ada” Gracjasz (ur. 10 grudnia 1969, zm. 2 kwietnia 2019) – polska piłkarka ręczna, bramkarka, mistrzyni i reprezentantka Polski.

## Życiorys
Reprezentowała barwy Sośnicy Gliwice, od 1996 AKS Chorzów i w sezonie 1998/1999 Montexu Lublin. Z Sośnicą wywalczyła brązowy medal mistrzostw Polski w 1994 i wicemistrzostwo Polski w 1996. Z Montexem zdobyła w 1999 mistrzostwo Polski.
Reprezentowała Polskę na młodzieżowych mistrzostwach świata w 1987 (13. miejsce). W reprezentacji Polski seniorek wystąpiła w latach 1990-1991 trzynaście razy.
W 2008 została w Sośnicy Gliwice trenerem bramkarek i asystentką I trenera drużyny seniorek.